# Чаттануга-Веллі (Джорджія)
Чаттануга-Веллі (англ. Chattanooga Valley) — переписна місцевість (CDP) в США, в окрузі Вокер штату Джорджія. Населення — 3962 особи (2020).

## Географія
Чаттануга-Веллі розташована за координатами 34°55′27″ пн. ш. 85°20′36″ зх. д. / 34.92417° пн. ш. 85.34333° зх. д. (34.924092, -85.343243).  За даними Бюро перепису населення США в 2010 році переписна місцевість мала площу 19,29 км², уся площа — суходіл.

## Демографія
Згідно з переписом 2010 року, у переписній місцевості мешкало 3846 осіб у 1576 домогосподарствах у складі 1132 родин. Густота населення становила 199 осіб/км².  Було 1749 помешкань (91/км²).
Расовий склад населення:
| - 96,5 % — білих - 0,9 % — чорних або афроамериканців - 0,5 % — корінних американців - 0,3 % — азіатів |

До двох чи більше рас належало 1,1 %. Частка іспаномовних становила 1,6 % від усіх жителів.
За віковим діапазоном населення розподілялося таким чином: 20,7 % — особи молодші 18 років, 61,2 % — особи у віці 18—64 років, 18,1 % — особи у віці 65 років та старші. Медіана віку мешканця становила 42,1 року. На 100 осіб жіночої статі у переписній місцевості припадало 96,8 чоловіків;  на 100 жінок у віці від 18 років та старших — 93,0 чоловіків також старших 18 років.
Середній дохід на одне домашнє господарство  становив 49 925 доларів США (медіана — 41 618), а середній дохід на одну сім'ю — 55 687 доларів (медіана — 43 800). Медіана доходів становила 38 380 доларів для чоловіків та 34 030 доларів для жінок. За межею бідності перебувало 15,9 % осіб, у тому числі 9,6 % дітей у віці до 18 років та 17,1 % осіб у віці 65 років та старших.
Цивільне працевлаштоване населення становило 1660 осіб. Основні галузі зайнятості: роздрібна торгівля — 21,0 %, освіта, охорона здоров'я та соціальна допомога — 18,5 %, виробництво — 15,3 %.